# Земляные гадюки
Земляные гадюки (лат. Atractaspis) — род змей из семейства Atractaspididae.

## Описание
Общая длина представителей этого рода колеблется от 30 до 75 см. Голова маленькая, покрыта крупными симметричными щитками, глаза крошечные. Голова не отграничена от туловища. Туловище цилиндрическое с гладкой чешуей, которая имеет 17—37 линий. Хвост короткий. Подхвостовые щитки тянутся в 1—2 линии. Имеют большие полые клыки (2—3) и больше никаких других зубов. Клыки могут складываться, некоторые представители рода способны выпрямлять их, не открывая полностью пасть, так, что клыки торчат по бокам. Это помогает этим змеям укусить добычу, пока они находятся под землёй.
Окраска спины коричневая или чёрная с разными оттенками, брюхо белое или кремовое.

## Распространение
Обитают в Африке южнее Сахары и в Передней Азии. Ареал простирается от Мыса Доброй Надежды через Центральную Африку вдоль Рифтовой долины до Аравийского и Синайского полуостровов, Израиля и Иордании. На север доходят до северной границы хребта Гильбоа.

## Образ жизни
Населяют кустарниковую местность, полупустыни. Активны ночью. Большую часть жизни проводят под землёй, роя ходы и норы. Питаются мелкими змеями, грызунами и ящерицами. В связи с сильной редукцией зубов (кроме ядовитых) в ходе перехода к роющему образу жизни у земляных гадюк изменился механизм проглатывания пищи: в отличие от других змей они проталкивают пищу не движениями крыловидных костей, а поворотами головы из стороны в сторону.
В случае опасности эти змеи прижимают голову к земле, выгибая шею. Из этой позиции они могут совершить бросок или свернуться, оставляя на виду лишь кончик хвоста. Считается, что такое поведение может напоминать бросок для укуса, чем способно отпугнуть хищника.

## Яд
Представители этого рода имеют очень длинные (около 25 % длины черепа) ядовитые зубы трубчатого строения, расположенные в передней части верхней челюсти. Они могут двигаться в стороны, что позволяет этим змеям совершать укус, не открывая рта. В связи с увеличением ядовитых зубов земляные гадюки утратили зубы на верхнечелюстных и крыловидных костях. Ядовитые железы у одних видов короткие и не выходят за пределы головы, у других - длинные и тянутся вдоль позвоночника. Яд земляных гадюк представляет опасность для жизни человека.

## Размножение
Это яйцекладущие змеи. Самки откладывают до 10 яиц.

## Классификация
На январь 2022 года в род включают 22 вида:
- Atractaspis andersonii Boulenger, 1905
- Atractaspis aterrima Günther, 1863
- Atractaspis battersbyi (De Witte, 1959)
- Atractaspis bibronii Smith, 1849 — Южная земляная гадюка
- Atractaspis boulengeri Mocquard, 1897
- Atractaspis branchi Rödel et al., 2019
- Atractaspis congica Peters, 1877
- Atractaspis corpulenta (Hallowell, 1854)
- Atractaspis dahomeyensis Bocage, 1887
- Atractaspis duerdeni Gough, 1907
- Atractaspis engaddensis Haas, 1950 — Синайская гадюка
- Atractaspis engdahli Lönnberg & Andersson, 1913
- Atractaspis fallax Peters, 1867
- Atractaspis irregularis (Reinhardt, 1843) — Обыкновенная земляная гадюка
- Atractaspis leucomelas Boulenger, 1895
- Atractaspis magrettii Scortecci, 1928
- Atractaspis microlepidota Günther, 1866 — Мелкочешуйная земляная гадюка
- Atractaspis micropholis Günther, 1872
- Atractaspis phillipsi Barbour, 1913
- Atractaspis reticulata Sjöstedt, 1896 — Сетчатая земляная гадюка
- Atractaspis scorteccii Parker, 1949
- Atractaspis watsoni Boulenger, 1908